# Lac de l'Ouest
Ne doit pas être confondu avec Lac de l'Ouest (Hanoï).
Pour les articles homonymes, voir Xihu.
Le lac de l'Ouest (chinois : 西湖 ; pinyin : xī hú) est un célèbre lac situé dans le centre historique de la ville de Hangzhou, dans la province chinoise du Zhejiang.
Le dos du billet d'un yuan chinois est la représentation du lac.

## Présentation
Le lac fait environ 15 km de circonférence, avec une profondeur moyenne de 2,27 mètres, sa capacité est de 14 290 000 m3 d'eau. Il est entouré de montagnes et par la ville, la navigation est réglementée mais la location de bateau est simple. Le lac est coupé par une voie piétonne lui conférant une zone où le calme est plus important. La périphérie du lac est accessible en automobile, mais la circulation en fin de semaine est très difficile, engendrant d'énormes embouteillages le long du lac (le système routier est sous dimensionné à cet endroit).

## Parc national du lac de l'Ouest de Hangzhou
Le parc paysager du lac de l'Ouest de Hangzhou (杭州西湖风景名胜区) a été proclamé parc national le 8 novembre 1982 et inscrit sur la liste du patrimoine mondial de l'UNESCO en 2011.

## Galerie

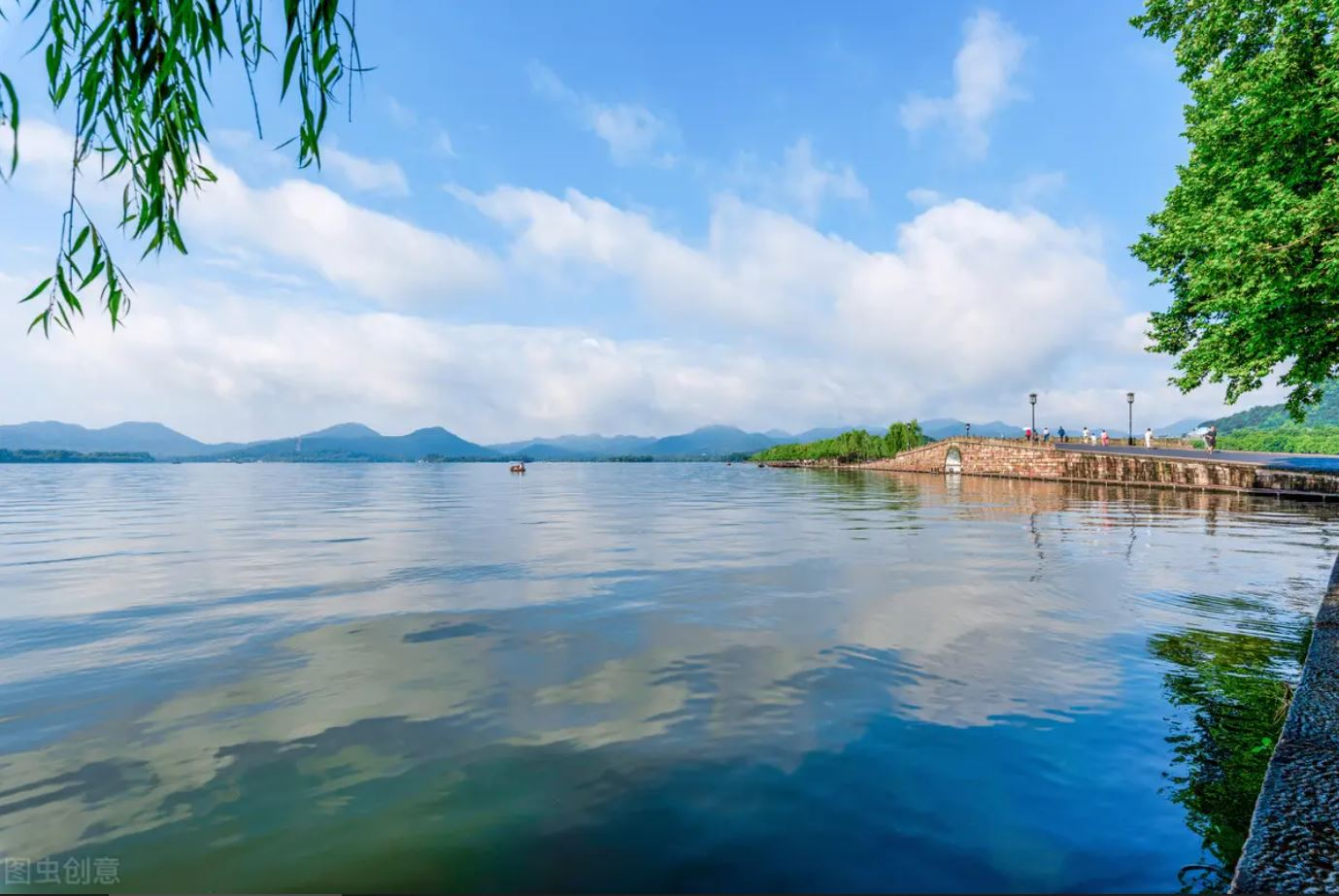
Le pont Brisé.
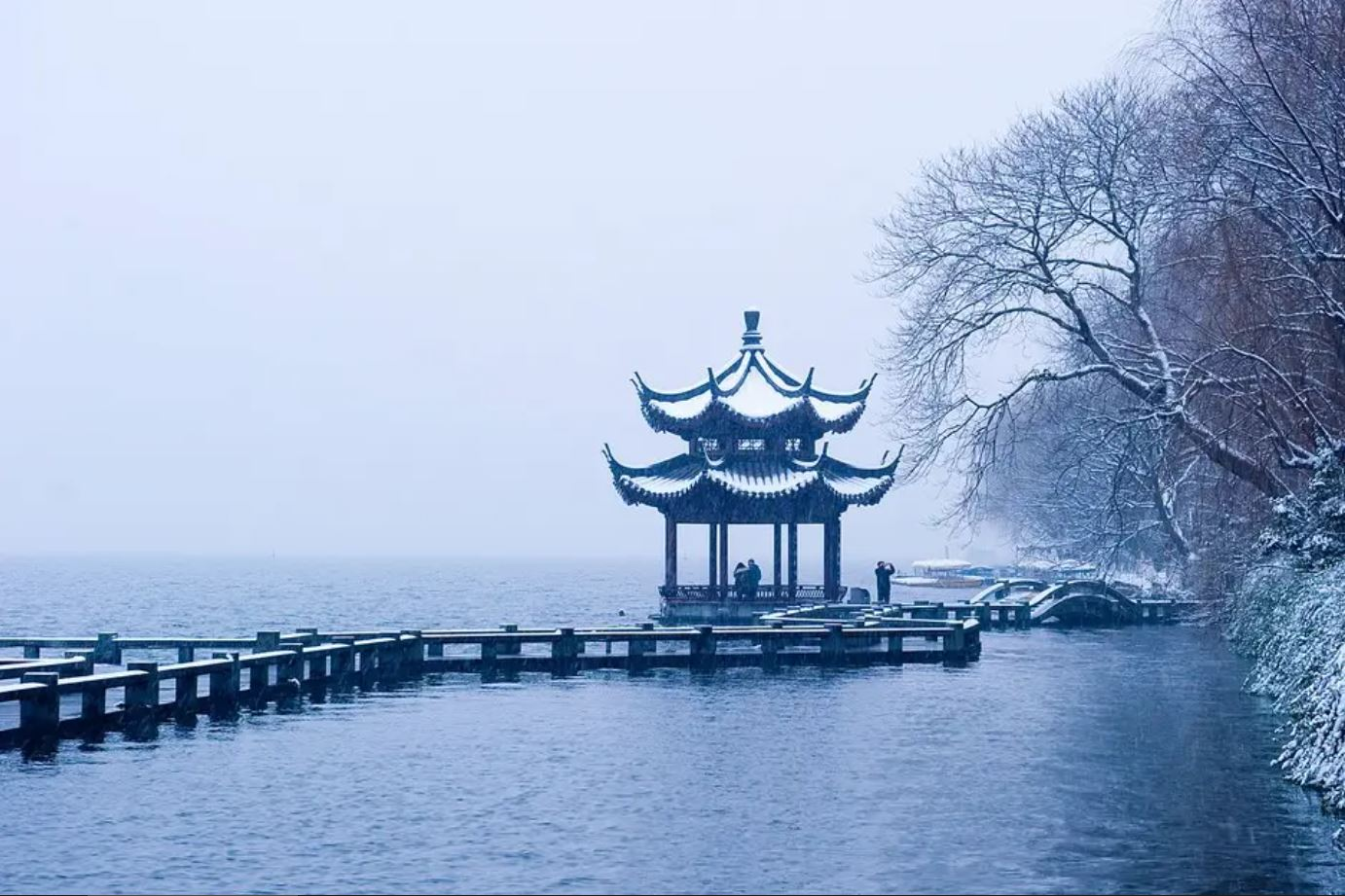
Le pont Long.
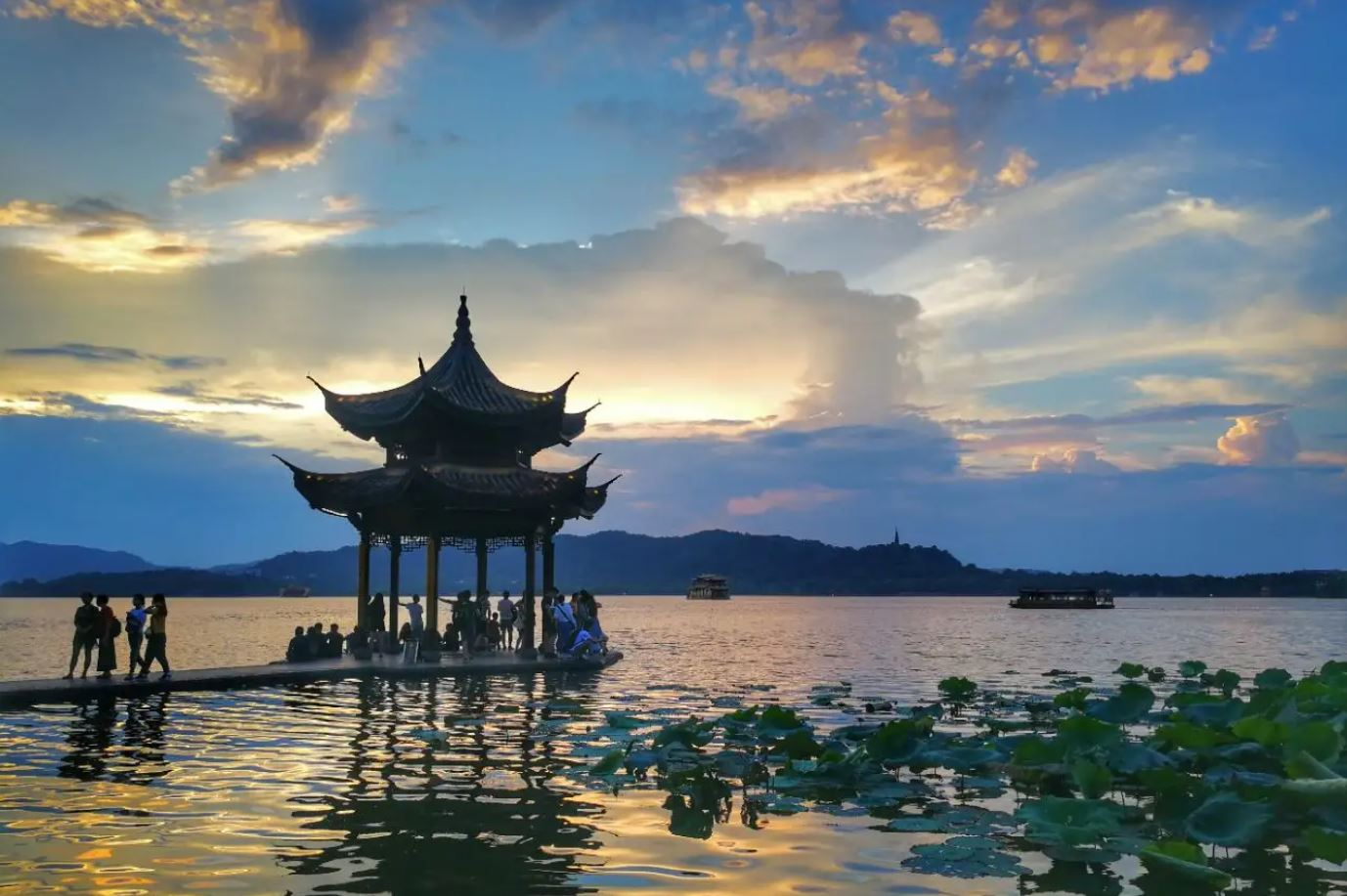
le pavillon de Jixian (en chinois: 集贤亭).